# Anne Cobbe
Pour les articles homonymes, voir Cobbe.
Anne Philippa Cobbe, née le 7 août 1920 à Sharnbrook (Royaume-Uni) et morte le 15 décembre 1971, est une mathématicienne et universitaire britannique. Elle travaille au Somerville College d'Oxford. 

## Biographie
Anne Cobbe naît à Sharnbrook, dans le Bedfordshire, plus jeune des trois enfants du général Alexander Cobbe (en) et de Winifred Ada Bowen,. Son grand-père Sir Albert Bowen, 1er baronnet (en) possède Colworth House, où Anne passe son enfance. Son père meurt en 1930. Elle a une sœur aînée, Winifred Alice, née en 1912, et un frère, Alexander William Locke, né en 1919, pilote de la Royal Air Force tué au combat lors de la bataille d'Angleterre en 1940. 
Elle est pensionnaire à la Downe House School, près de Newbury, dans le Berkshire. Elle commence à étudier les mathématiques pour ses examens universitaires, mais revient à l'histoire. Pourtant, elle est recalée aux examens d'entrée à l'université d'Oxford en 1938 dans cette discipline. Aussi, elle représente l'examen en mathématiques en 1939, et obtient une place au Somerville College. 
Anne passe ses derniers examens de licence en 1942 et participe à l'effort de guerre en prenant un poste de recherche opérationnelle pour la Royal Navy. Après la guerre, elle retourne à Oxford et obtient sa maîtrise en 1946. 

## Activités de recherche et d'enseignement
Elle a entrepris des recherches au Lady Margaret Hall sous la direction de J. H. C. Whitehead qui était un ami de sa famille. Son premier article en algèbre homologique (« Some algebraic properties of crossed modules ») est publié en 1951 et elle obtient en 1952 son doctorat, en soutenant une thèse intitulée Modern Algebraic Theories,.  
Anne Cobbe est nommée enseignante à Lady Margaret Hall et publie On the cohomology groups of a finite group sur les groupes de cohomologie d'un groupe fini, en 1955. Elle est revenue à Somerville la même année, où elle est fellow, c'est-à-dire chargée de recherche, et tutrice, cette dernière fonction étant celle qui lui donne le plus de satisfaction. Elle aimait bien s'occuper des jardins du Somerville College et y préférait le tutorat d'algèbre - avec du thé et des biscuits, plutôt que de donner des cours. En 1957, elle publie On Q-kernels with operators, un article conjoint avec Robert Leroy Taylor.

## Fin de vie et postérité
Cobbe tombe gravement malade en 1969, et elle démissionne en avril 1971. Elle reprend cependant ses fonctions durant le premier trimestre de l'année universitaire suivante, pour remplacer une collègue en congé et elle meurt peu après la fin des cours. 
Le Somerville College a créé, en 1972, le Fonds commémoratif Anne Cobbe avec la contribution de ses amis, collègues et élèves. Le but de ce fonds est de fournir des opportunités aux étudiants de premier cycle en mathématiques, en physique ou en génie.